# Kanton Marchiennes
Kanton Marchiennes (francouzsky Canton de Marchiennes) je francouzský kanton v departementu Nord v regionu Nord-Pas-de-Calais. Tvoří ho 13 obcí.

## Obce kantonu
- Bouvignies
- Bruille-lez-Marchiennes
- Erre
- Fenain
- Hornaing
- Marchiennes
- Pecquencourt
- Rieulay
- Somain
- Tilloy-lez-Marchiennes
- Vred
- Wandignies-Hamage
- Warlaing